# Frane Despotović
Frane Despotović (25. travnja 1982.), hrvatski je igrač malog nogometa i standardni je član hrvatske malonogometne reprezentacije i poljskog kluba Wisla Krakow. Jedini je hrvatski reprezentativac koji igra van Hrvatske.

## Vanjske poveznice
- UEFA - profil (engl.)